# Краљевски апартман
Краљевски апартман је српска хард рок, хеви метал група.

## Апартман 69
Историја групе почиње 1979. године када гитариста Зоран Здравковић, после свирања у групама Exodus, Звучни зид, Бицикл и Тврдо срце и велике уши, оснива хард рок групу Апартман 69. Група је снимила један албум Сети се моје песме 1983. године. У постави која је снимила албум су били Драган Блажић (вокал), Зоран Здравковић (гитара), Дејан Михајловић (клавијатуре, пратећи вокали), Милан Мастелица (бас-гитара, пратећи вокали) и Јован Симоновић (бубњеви). Једна од постава групе је укључивала и Звонимира Ђукића, данашњег фронтмена групе Ван Гог на ритам гитари и Владу Докића, бубњара хард рок групе Рок Машина. Након изласка албума, услед велике експанзије новог таласа, Апартман 69 престаје да постоји.

## Краљевски апартман
Тринаест година касније Здравковић, уз подршку фронтмена Рибље чорбе Боре Ђорђевића, одлучује да оснује нову групу заједно са Зораном „Лоткетом“ Лаловићем (певач) којој су дали име Краљевски апартман. Прва постава групе се састојала од Лаловића (вокал), Здравковића (гитара), Зорана Рончевића (бубњеви), Небојше Чанковића (гитара) и Владимира Рајчића (бас-гитара). Бубњар Рибље чорбе Вицко Милатовић је био једна од опција за бас-гитару у групи, али није примљен. Ова постава је снимила албум Long Live Rock 'n' Roll за Rock Express Records. Насловна нумера са албума је уједно и обрада песме групе Rainbow која се нашла на албуму. На албуму се налазило осам песама, најзначајније су „Мрачан град“, „Не верујем у лажне анђеле“, „Мистерија“ и „Опрости ми“. Видео-спот је снимљен за песму „Мистерија“. Зоран Здравковић је написао већину текстова и музике за овај албум. Група је у овом периоду наступала као подршка Рибљој чорби на турнејама, и презентовала овај албум публици у Србији.
Године 1999. Рончевић напушта групу, а на његово место долази Срђан Дуждевић и уместо Небојше Чанковића у групу долази нови ритам гитариста Мирослав Шен поред басисте Игора Чачије(Rock Univerzum,Dehumanizer) који је у групи од 1998. Ова постава је снимила други албум под називом "Изгубљен у времену" који излази 2000. године. Звук на овом албуму је доста тврђи а главни хитови су „Изгубљен у времену“, „Сломљено срце“, „Никад се не предајем“, „Не тражи ђавола“ и „После олује (јави се...)". На албуму се такође налазила обрада Јураја Хип класика "Lady in Black", под називом „Слике“. Верзија са комапкт-диска је укључивала и песме са албума Long Live Rock 'n' Roll као бонус песме. Све песме на овом албуму је написао Здравковић осим „Знак звери“ коју је написао Вицко Милатовић. Видео-спот је снимљен за песму „После олује“.
Године 2002. после појављивања групе на Hard 'n' Heavy фестивалу као водеће групе фестивала, и после појављивања на доста других фестивала и концерата, група улази у студио Paradoks да сними демо за предстојећи албум. За време снимања трећег албума, група је променила поставу јер су Шен, Дуждевић и Чачија напустили групу. Нова постава је укључивала бубњара Зорана Рончевића који је са њима снимио први албум групе, бас-гитаристу Марка Николића (који је претходно свирао са Ватреним пољупцем) и Дејана Ђорђевића на клавијатурама. На албуму Rocker (изашао 2002. године за Rock Express Records), група је додала клавијатуре на свој звук и оставила само једну гитару чинећи звук групе мелодичнијим. Са албума су се издвојили хитови „Рањена звер“ (снимљен и спот за ову песму) и "Rocker", баладе „За љубав не треба да молиш“ и „Дама из краљевског апартмана“, која је постала песма за публику на њиховим концертима, као и песма „У лавиринту седам греха“ која је била део музике рађене за филм Лавиринт (бонус песма на компакт-диск издању). На албуму се налази и песма "Niemandsland" са текстом на немачком језику коју је отпевао Зоран Здравковић. Све стихове са овог албума је написао Здравковић. После успеха са албумом Rocker, група је постала доста позната у Русији, Данској, Холандији и овај албум је дистрибуиран у преко двадесет земаља света преко Јапана, Русије до Мексика.
Први пут током историје групе, иста постава је снимила два албума. Рука правде, четврти студијски албум, је изашао 2004. године. Овог пута је албум изашао за PGP-RTS (исту продукцијску кућу која их је одбила седам година раније). Овај албум је, како од стране слушалаца тако и од стране критике, сматран као њихов најбољи рад. Песме „Рука правде“, „Дао сам све од себе“, „Изабери један пут“ и баладе „Све у своје време“ и „Све су ноћи исте“ су постале најпознатије. Група је представила албум на турнеји са београдским Радијом 202 током концерата са Хитом 202. Група је свирала као подршка Дип перплу на концерту у Београду 2004. године.
Године 2005, група је ушла у прву деценију постојања и за 10. рођендан су најавили снимање живог албума и DVD-а. DVD је уживо снимљен у београдском СКЦ-у и издат под насловом 10 Година са вама - Live SKC. Овај DVD такође укључује и интервјуе са члановима групе и осталима који су повезани са радом групе као и видео-спотове за песме „Рука правде“, „Рањена звер“ и „Мистерија“. Аудио-снимци са овог DVD-а су касније изашли као албум уживо Best Of Live (1995 - 2005). Након изласка овог албума, група је одржала доста концерата као што је била подршка Вајтснејку на београдском Ташмајдану. Ово је такође био последњи концерт на којем је свирао клавијатуриста Дејан Ђорђевић. Уз одлазак Ђорђевића, групу је такође напустио и Зоран Рончевић. Рончевић је замењен Зораном Радовановићем који је раније свирао са Генерацијом 5. Једно време група је свирала као четворочлана све док у њу није дошао Милош Николић, брат Марка Николића, као ритам гитариста. Ова постава је почела да пише материјал за наредни албум. Једна од песама, „Чувар тајни“, се појавила на радио-станицама као промотивна песма за предстојећи албум. 17. августа 2007. године група је свирала на београдском Beerfest-у што је уједно и био последњи наступ певача Зорана Лаловића пре него што је напустио групу. Његова замена је био фронтмен групе Which 1 Иван „Ђера“ Ђерковић.
Први и једини албум са Ђерковићем на вокалу, Чувар тајни је изашао за PGP RTS 2008. године. На албуму се налази 9 нових песама као и прерађена верзија песме „Јесен“, која се оригинално налази на другом албуму групе. Видео-спот је снимљен за песму „Чаробни штап“.
Лаловић је оформио сопствену групу која је месецима наступала као безимени бенд, док није добила име Лотке и Лавиринт, и изводила је песме Краљевског апартмана. Једно кратко време Рончевић је био бубњар групе Лотке и Лавиринт. Након неколико промотивних концерата за нови албум, у септембру 2008. године групу напушта и Марко Николић на чије место долази бас-гитариста Раде Марић који је раније свирао са Дивљим Кестеном и Дивљим Анђелима, а у исто време у групу се враћа Зоран Лаловић уместо Ђерковића. Почетком 2010. године бенд напушта гитариста Марко Николић, а у исто време долази клавијатуриста Слободан Слоба Игњатовић. Током 2010. и 2011. године, група је снимила још један сингл и две песме Магија (посвећена преминулом оснивачу хеви метал стила Ронију Џејмсу Диу) и Додај гас (бајкерска химна), које су се нашле на новом албуму Игре без правила. Албум је изашао 2. новембра 2012, а продукцију је радио Лотке. Средином 2014. године Зоран Лаловић Лотке је оболео од рака бубрега, који је убрзо метастазирао на плућа. Упркос хемиотерапији наступао је на свиркама и концертима уз помоћ певача Дејана Антића у београдском клубу Дангуба 12. октобра 2014., а његов последњи наступ, био је на београдском Тргу републике за дочек нове 2015. године 3. марта у клубу Фест у Земуну и 10. марта у клубу Дангуба су одржана два хуманитарна концерта за помоћ Лоткету у борби са тешком болешћу на коме су наступили познати бендови и музичари међу којима су Дадо Топић, Ђорђе Давид и многи други Упркос силној борби са тешком болешћу, Лотке је преминуо 3. маја 2015. године у 66. години
Група крајем 2015, године, са новим члановима избацује сингл „Луд сам за тобом“ који уједно и најављује рад на новом материјалу за седми по реду студијски албум.

## Дискографија

### као Апартман 69
- Сети се моје песме (1983)

### као Краљевски апартман

#### Студијски албуми
- Long Live Rock 'n' Roll (1997)
- Изгубљен у времену (2000)
- Rocker (2002)
- Рука правде (2004)
- Чувар тајни (2008)
- Игре без правила (2012)

#### Албуми уживо
- Best Of Live (1996 - 2005) (2005)

#### Видео албуми
- 10 година са вама - Live SKC (2005)